# Aeroportul Aggeneys
Aeroportul Aggeneys (IATA: AGZ, ICAO: FAAG) este un aeroport din Provincia Northern Cape, Africa de Sud ce deservește zona Aggeneys⁠(d). A fost numit după zona deservită.
Situat la o altitudine de 807 m, aeroportul dispune de o singură pistă.